# Чотирилистка водяна
Чотирилистка водяна, марсилія чотирилиста (Marsilea quadrifolia) — вид папоротей родини марсилієві (Marsileaceae).

## Поширення
Зустрічається в Центральній і Південній Європі, на Кавказі, у Західному Сибіру, Афганістані, південно-західній Індії, Китаї, Японії та Північній Америці. У США чотирилистку завезли приблизно 100 років тому, де вона зустрічається у північно-східних штатах.

### Поширення в Україні
Рослина зустрічається дуже рідко на мілководдях водойм, на замулених берегах у пониззях Дністра та Дунаю, у Закарпатті і на заході Поліссі. 

## Опис
Рослина має тонке та довге поверхневе кореневище, до якого у вузлах прикріплені численні корені і листки завдовжки від 10 до 80 см. На верхівці ніжки листка розміщені чотири яйцеподібно-клиноподібні листочки; два з них чергові та два — супротивні. Листок марсилії дуже схожий на листок конюшини. Саме тому її називають водяною конюшиною. Молоді листки марсилії чотирилистої згорнуті равликом. В основі листків наявні овальні спорокарпії, поодинокі або по кілька штук на ніжці листка. У розкритих спорокарпіях можна побачити хрящоподібне кільце (сорусофор) з сорусами, що розміщені у два ряди.

## Охорона
Як вразливий реліктовий вид вона внесена до Червоної книги України. Крім того, вид занесений до  Додатку І Бернської конвенції (охоронна категорія: вид підлягає особливій охороні), Резолюції 6 цієї ж конвенції (щодо рослин, для яких Україна створює Смарагдову мережу), а також до Директиви Європейського Союзу 92/43/ЄС «Про збереження природних оселищ та видів природної фауни і флори» (Додаток II. Види рослин і тварин, що становлять особливий інтерес для Європейського Союзу, збереження яких потребує створення територій особливої охорони).